# Сер Ланселот (кліпер)
«Сер Ланселот» (англ. Sir Lancelot) — кліпер, побудований у 1865 році. Вважався одним із найбільш швидкісних кліперів того часу, встановив рекорд швидкості, багаторазово брав участь у чайних гонках.

## Історія
«Сер Ланселот» був спроєктований за кресленнями інженера Вільяма Ренні, збудований та спущений на воду в 1865 році компанією «Robert Steele & Company» в місті Грінок, Шотландія. Кліпери Роберта Стілла, «Сер Ланселот» і «Аріель», славилися своє красою й досконалістю конструкції.
Англійський корабельний історик Кеббл Чаттертон писав: «Двома найбільш швидкісними суднами з числа коли-небудь збудованих вітрильників були „Фермопіли“ й „Сер Ланселот“».
«Сер Ланселот» плавав торговими шляхами до Китаю, Індії, на острів Маврикій. У гонці кліперів 1869 року він під управлінням капітана Робінсона встановив новий рекорд швидкості на торговому шляху між Китаєм і Англією. Уже при новому капітанові Едмондсі «Сер Ланселот» здійснив перехід із Лондона до Гонконгу за 97 днів і повернувся назад із Фучжоу за 104 дня. Однак із відкриттям Суецького каналу в 1869 році, який скоротив морський шлях до Індії, торговий шлях вітрильників навколо Африки втратив своє значення і «гончим псам» довелося піти на інші маршрути. Капітан Стюарт Макдональд прийняв командування «Сером Ланселотом» у 1882 році. Він возив вантажі цукру й рису на Маврикій, сіль до Калькутти і Рангуна. 1886 року кліпер «Сер Ланселот» був куплений індійським купцем Вісрамом Ібрагімом і командування прийняв капітан Бребнер. Пізніше Бребнер на «Ланселоті», здійснюючи комерційні рейси, кілька разів потрапляв у шторми, перш ніж судно було продано в 1895 році.
«Сер Ланселот» зник у Бенгальській затоці при переході з вантажем солі з Червоного моря до Калькутти 1 жовтня 1895 під час бурі неподалік від місця призначення.